# 松本車站

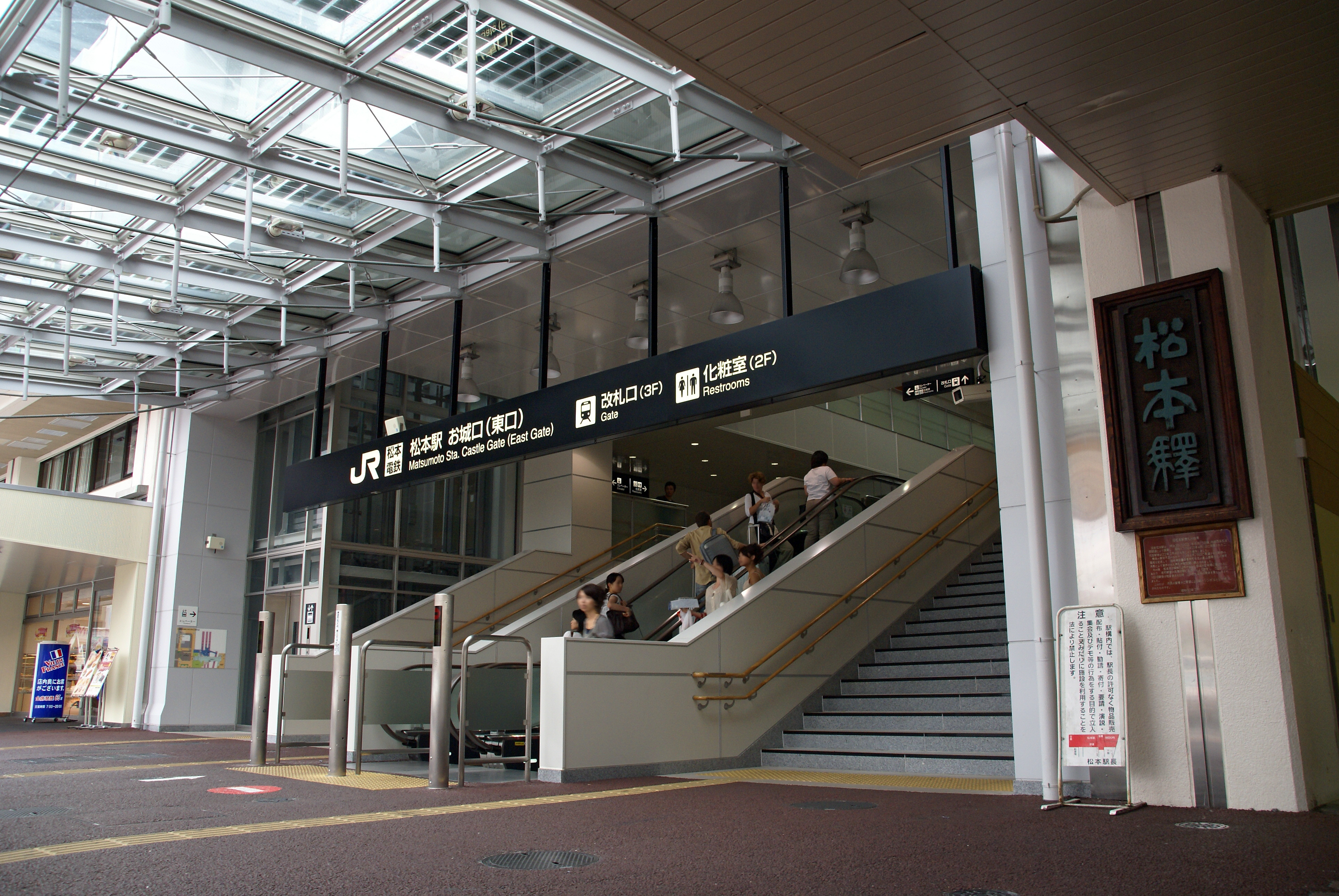
車站入口

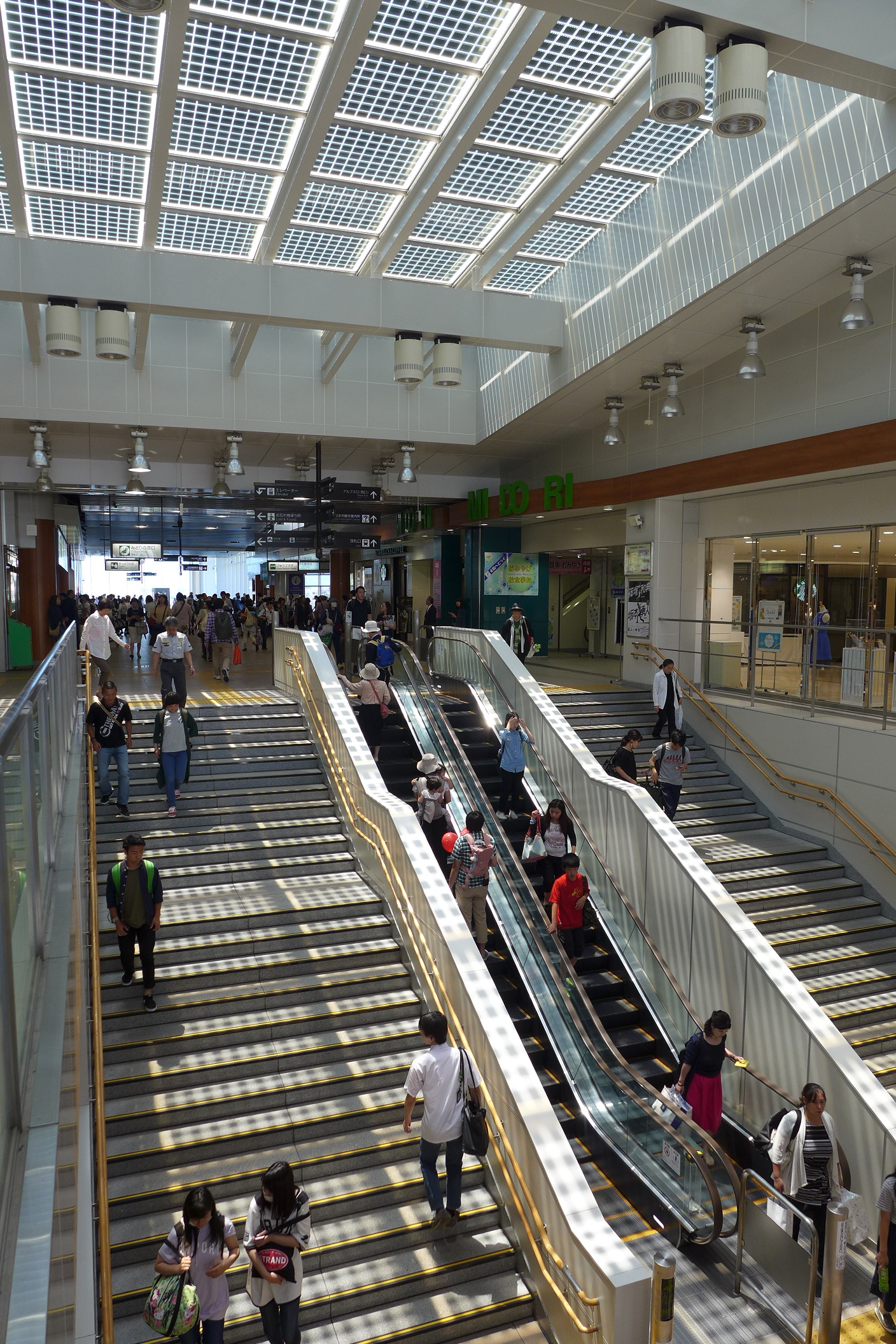
車站入口中庭

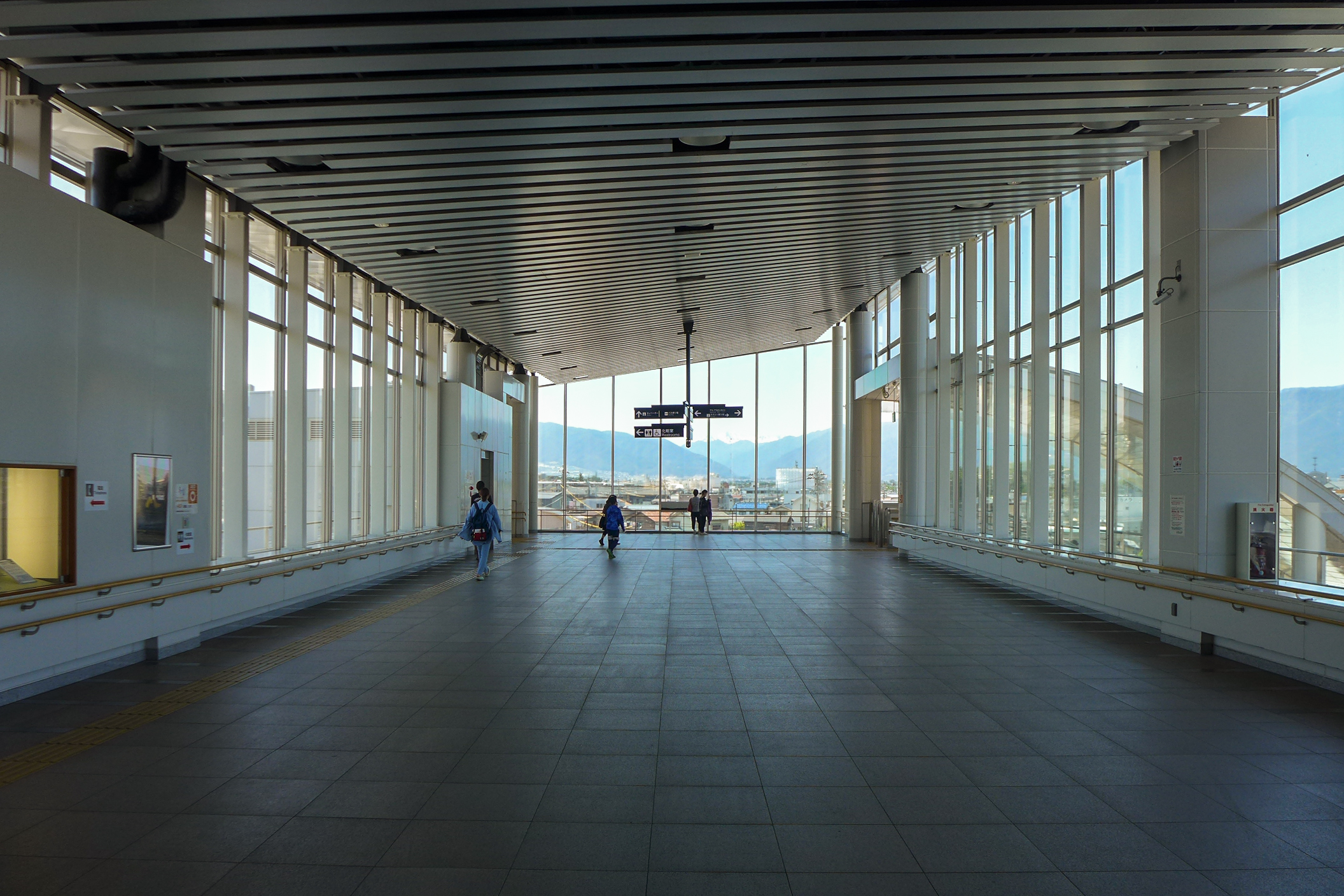
車站大堂可眺望山景

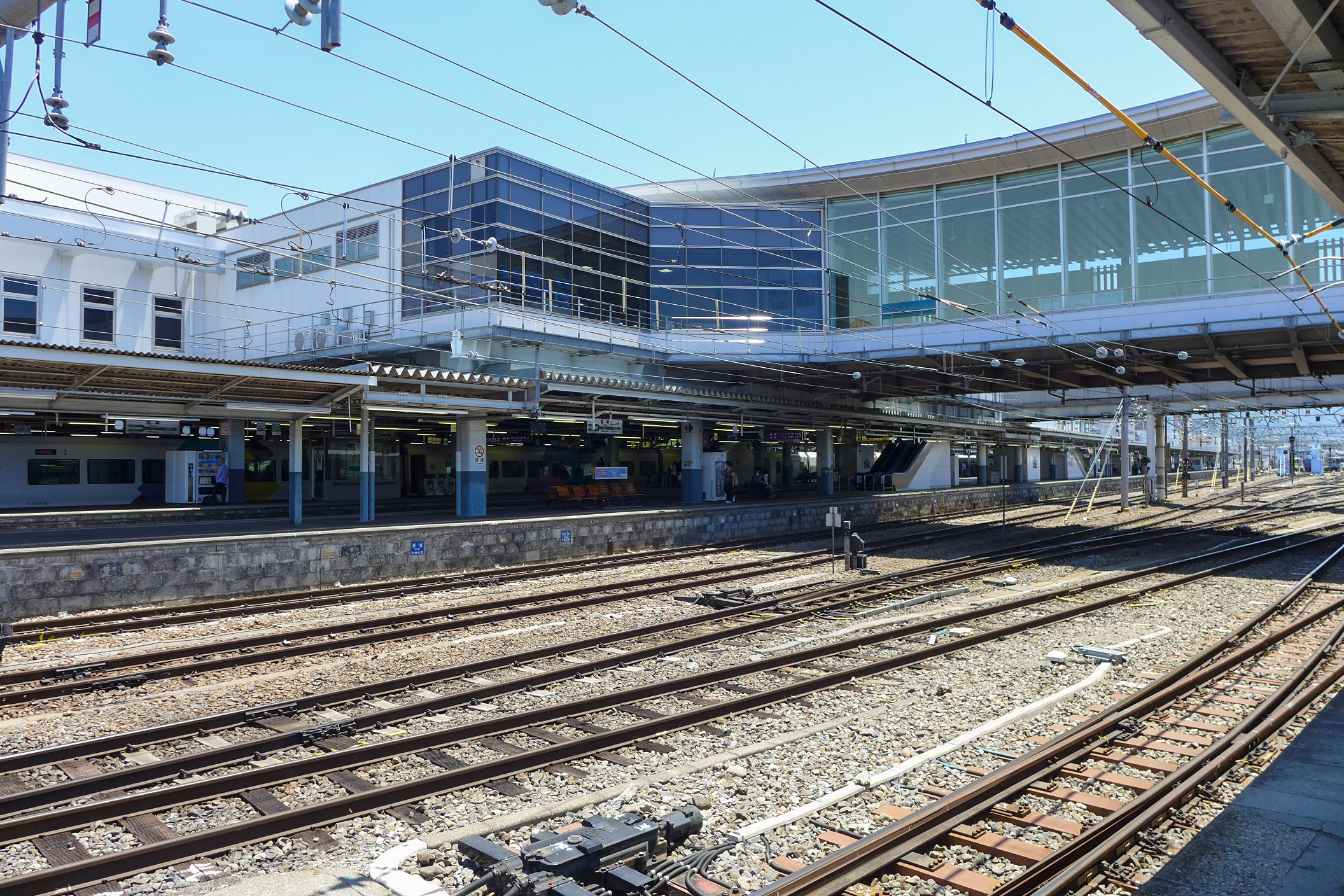
車站月台

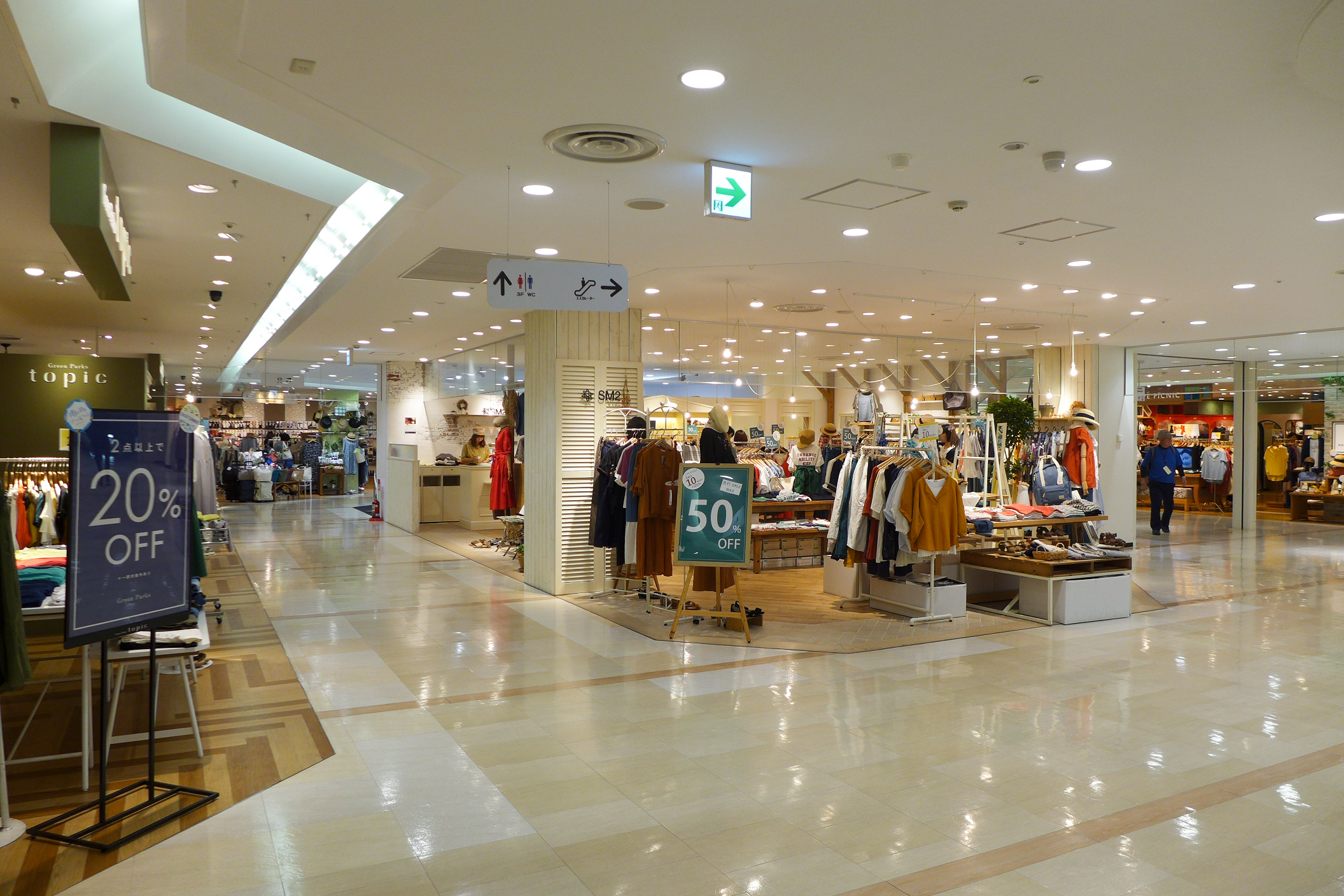
車站大樓MIDORI

松本站（日语：／ Matsumoto eki */?）是東日本旅客鐵道（JR東日本）及Alpico交通的鐵路車站，位於長野縣松本市深志一丁目。JR東日本與Alpico交通共用本站站房，而車站管理主要由JR東日本負責。

## 車站構造
標高為586.0米。
0號月台至7號月台（0、6、7號月台為切欠式月台），各月台為2線，合計4面8線的地面車站，設有跨站式站房。

### 月台配置
| 月台 | 路線（直通路線） | 目的地                           |
| ---- | ---------------- | -------------------------------- |
| 0    | ■中央東線        | 鹽尻、甲府、新宿方向             |
| 0    | 中央西線         | 鹽尻、名古屋方向                 |
| 1・5 | ■中央東線        | 鹽尻、甲府、新宿方向             |
| 1・5 | 中央西線         | 鹽尻、名古屋方向                 |
| 1・5 | ■篠之井線        | 篠之井、長野方向                 |
| 2、3 | ■中央東線        | 鹽尻、甲府、新宿方向             |
| 2、3 | ■篠之井線        | 篠之井、長野方向                 |
| 2、3 | ■大糸線          | 穗高、信濃大町、白馬、南小谷方向 |
| 4    | ■中央東線        | 鹽尻、甲府、新宿方向             |
| 4    | ■篠之井線        | 篠之井、長野方向                 |
| 6    | ■大糸線          | 穗高、信濃大町、白馬、南小谷方向 |
| 7    | ■上高地線        | 新村、波田、新島島方向           |

（來源：JR東日本:車站構內圖 （页面存档备份，存于））
- 名古屋方向的特急「信濃」全列車皆以1號月台作為終點與發車月台（大糸線直通臨時信濃號除外）。

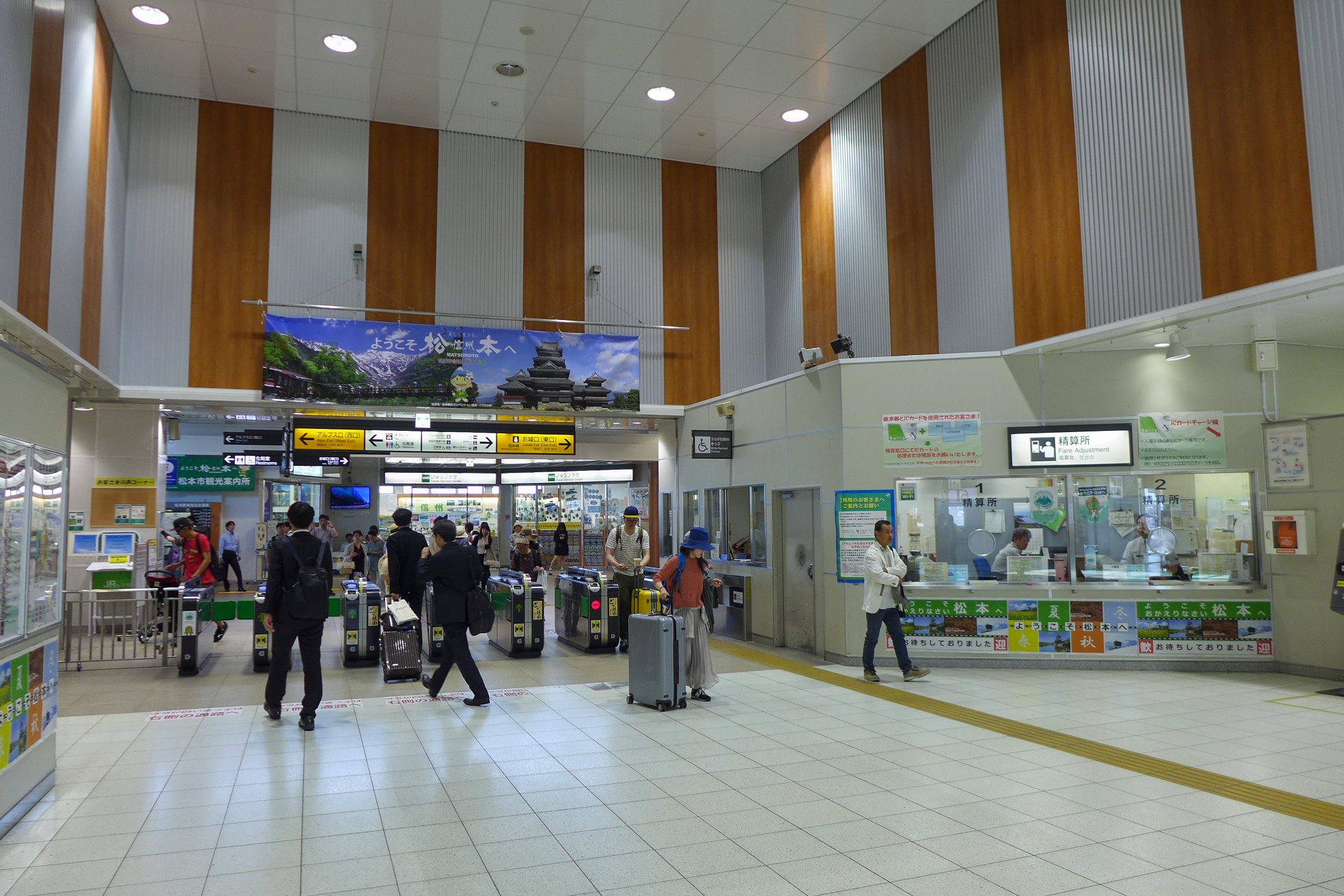
檢票口
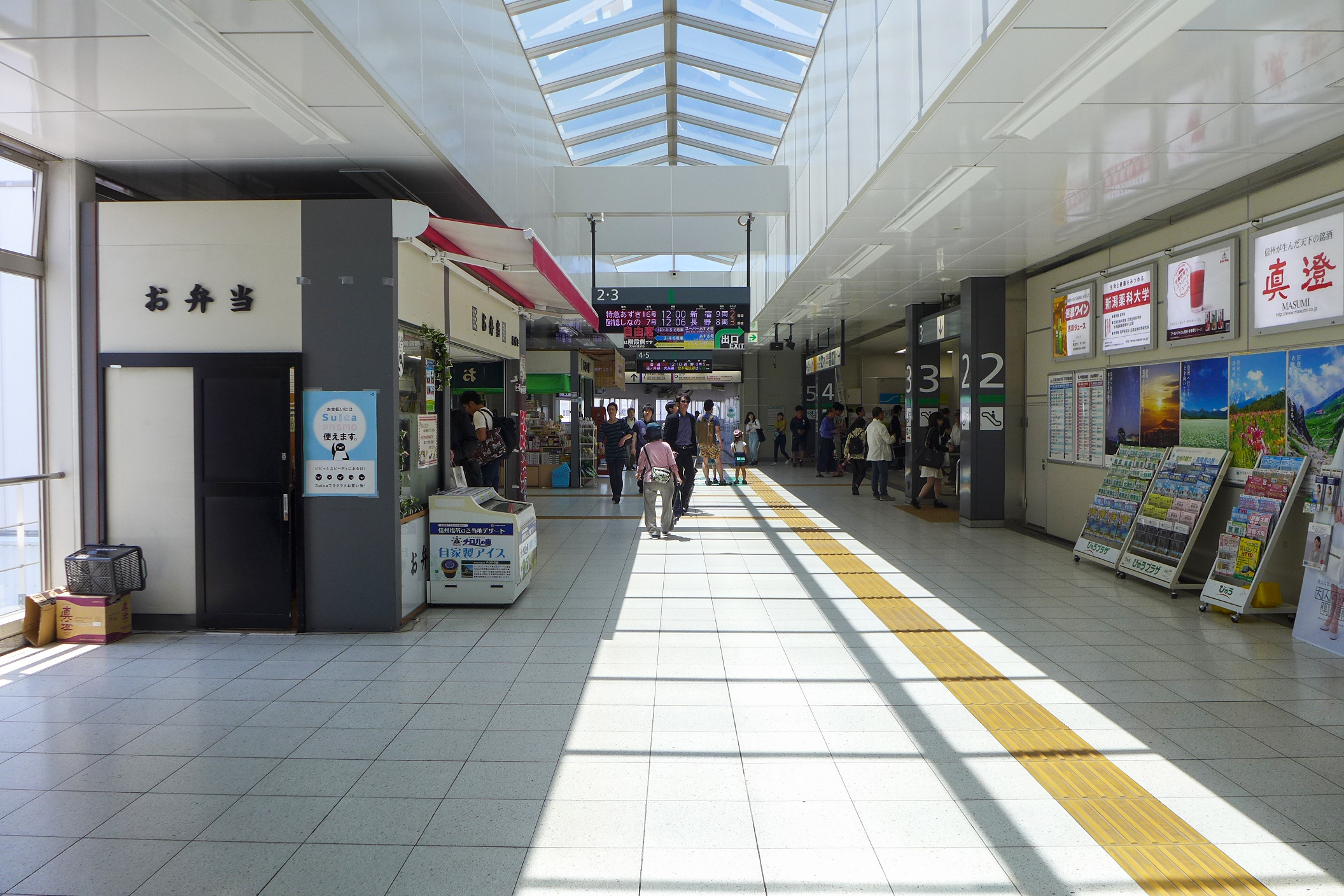
收費區通道
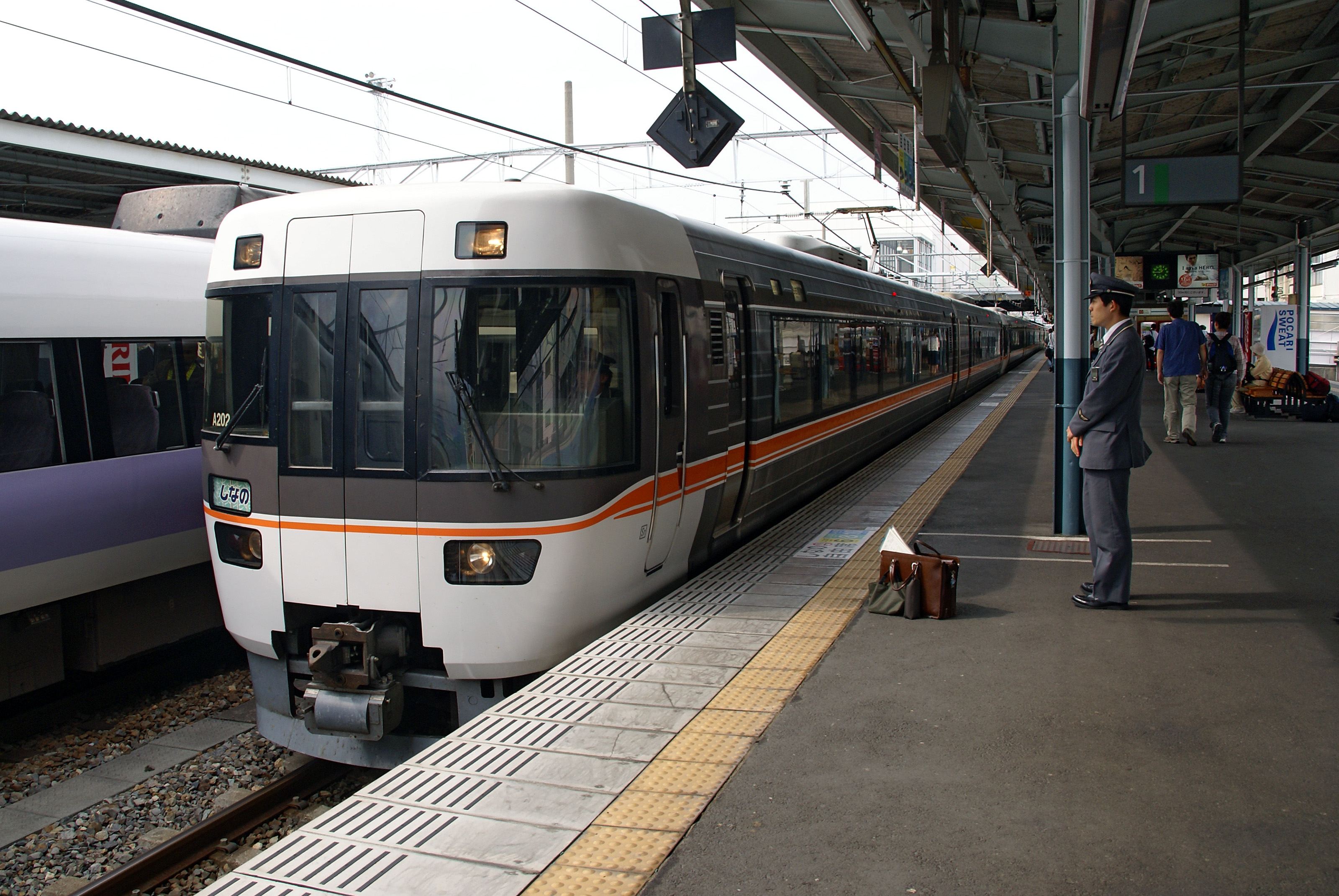
1號月台 特急「信濃」（383系）
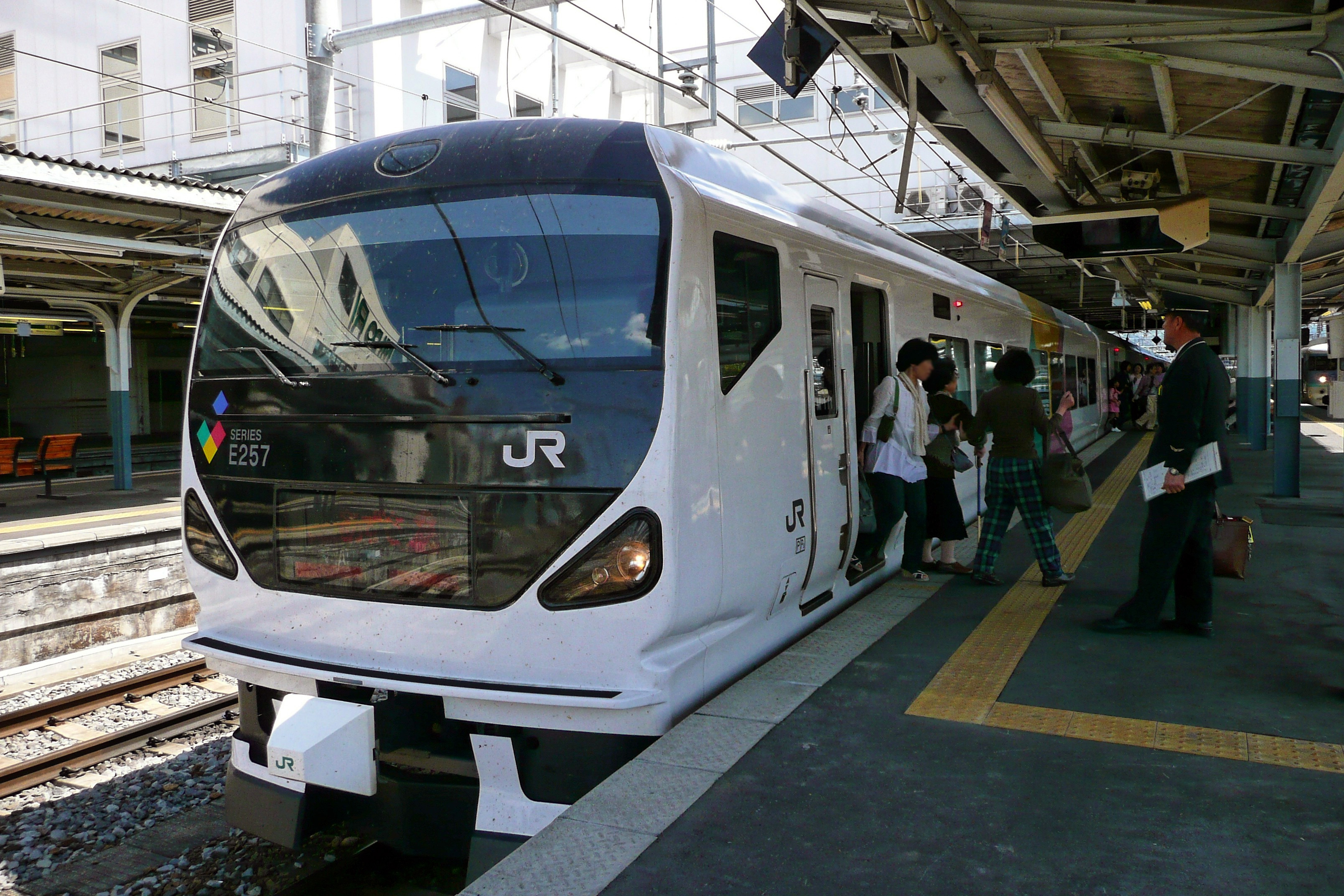
4號月台 特急「梓」（E257系）
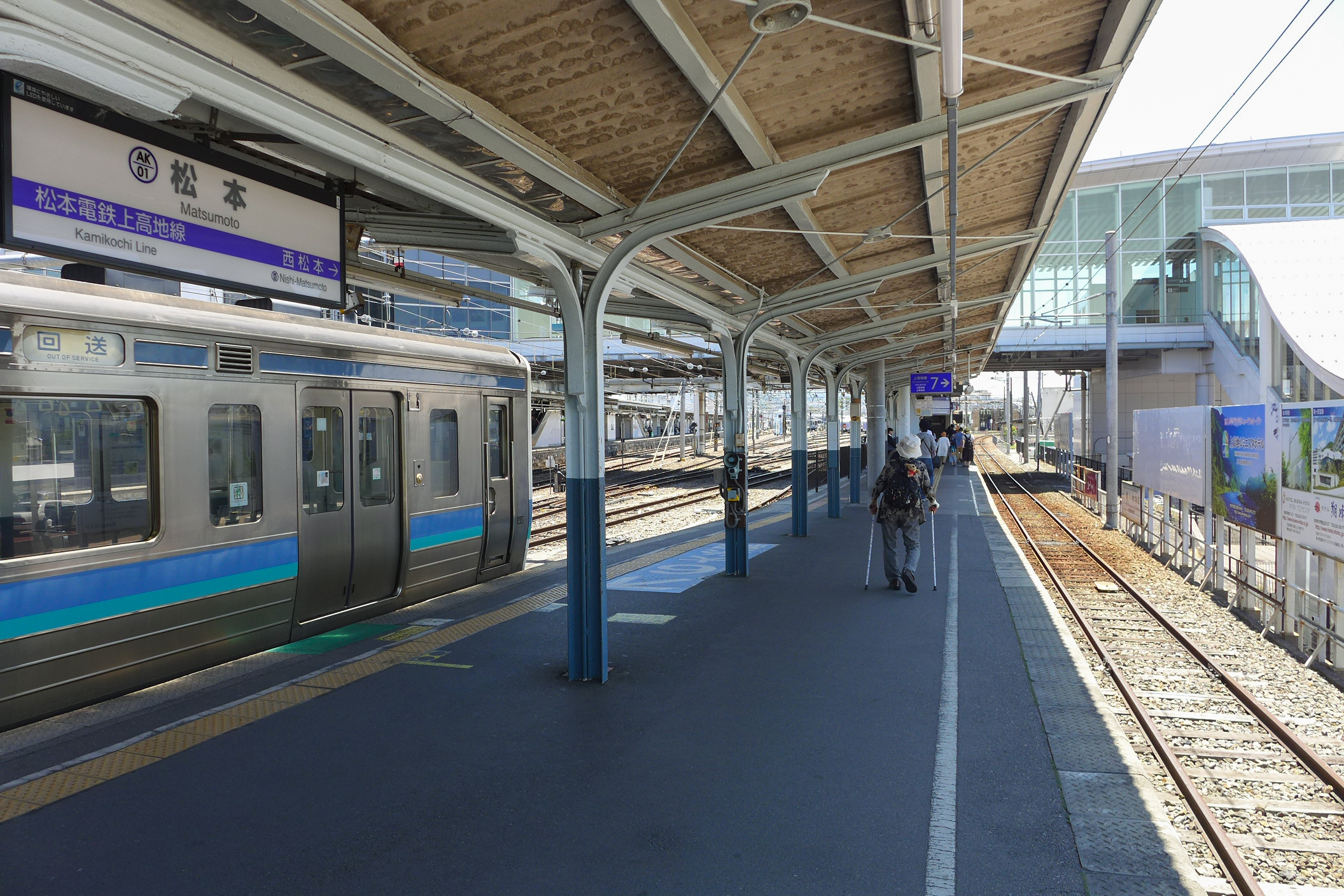
7號月台 上高地線月台

## 使用情況
- JR東日本 - 2019年度（令和元年度）1日平均上車人次為16,182人[JR 1]。
  - 長野縣內次於長野站排行第2位。
- Alpico交通 - 2017年度（平成29年度）1日平均上車人次為2,071人[アルピコ 1]。

| 上車人次推移       | 上車人次推移                     | 上車人次推移                       |
| 年度               | JR東日本（1日平均） （單位：人） | Alpico交通（1日平均） （單位：人） |
| ------------------ | -------------------------------- | ---------------------------------- |
| 1996年（平成8年）  | 19,177                           |                                    |
| 1997年（平成9年）  | 18,475                           |                                    |
| 1998年（平成10年） | 17,285                           | 1,836                              |
| 1999年（平成11年） | 17,899                           | 1,787                              |
| 2000年（平成12年） | 17,459                           | 1,792                              |
| 2001年（平成13年） | 16,983                           | 1,838                              |
| 2002年（平成14年） | 16,620                           | 1,775                              |
| 2003年（平成15年） | 16,240                           | 1,689                              |
| 2004年（平成16年） | 15,923                           | 1,614                              |
| 2005年（平成17年） | 15,493                           | 1,608                              |
| 2006年（平成18年） | 15,367                           | 1,614                              |
| 2007年（平成19年） | 15,780                           | 1,694                              |
| 2008年（平成20年） | 15,601                           | 1,719                              |
| 2009年（平成21年） | 14,868                           | 1,685                              |
| 2010年（平成22年） | 14,919                           | 1,762                              |
| 2011年（平成23年） | 15,367                           | 1,768                              |
| 2012年（平成24年） | 15,864                           | 1,858                              |
| 2013年（平成25年） | 16,299                           | 1,945                              |
| 2014年（平成26年） | 15,781                           | 1,918                              |
| 2015年（平成27年） | 16,303                           | 1,915                              |
| 2016年（平成28年） | 16,350                           | 1,934                              |
| 2017年（平成29年） | 16,597                           | 2,071                              |
| 2018年（平成30年） | 16,663                           |                                    |
| 2019年（令和元年） | 16,182                           |                                    |

## 历史
- 1902年（明治35年）6月15日 - 國鐵篠之井線 本站～西条站間開通同時開業。開始旅客、貨物取扱。
- 1915年（大正4年）4月5日 - 信濃鐵道（現在的大糸線）南松本站（與現在篠之井線南松本站不同）開業。與松本站統一。
- 1921年（大正10年）10月2日 - 筑摩鐵道島島線（現在的松本電氣鐵道上高地線）開業。
- 1937年（昭和12年）6月1日 - 信濃鐵道國有化。
- 1942年（昭和17年）4月 - 站舍改建。
- 1948年（昭和23年）4月 - 站舍改建。
- 1964年（昭和39年）4月1日 - 松本電氣鐵道淺間線廢止。改善站前廣場。
- 1965年（昭和40年）10月1日 - 設置綠色窗口。
- 1968年（昭和43年）6月1日 - 貨物取扱廢止。
- 1978年（昭和53年）7月 - 站舍改建。
- 1987年（昭和62年）4月1日 - 國鐵分割民營化、國鐵車站成為JR東日本車站。
- 2006年（平成18年）5月20日 - 東西自由通道部份開始使用。
- 2007年（平成19年）1月頃 - 6號月台、松電線月台展開連絡通道工程。
  - 4月26日 - 自由通道全面開始使用。
  - 6月- 西口整備竣工。
  - 9月1日 - 站舍完成改建。

## 相鄰車站
東日本旅客鐵道
- 特急「梓」「超級梓」「信濃」、快速「早安Liner」、臨時快速列車「Resort View故鄉」停車站

■篠之井線
□快速「水篶」（只限往鹽尻方向運行）
村井 ← 松本
□快速、■普通（包括「水篶」）
南松本－松本－（平瀨信號場）－田澤
■大糸線
□快速（只限上行1班運行）、■普通
（篠之井線）南松本－松本－北松本
Alpico交通
■上高地線
松本－西松本

### 使用情況

#### JR東日本
1. 1 2  . 東日本旅客鉄道.   [2020-07-13]. （原始内容存档于2021-01-10）.
2. ↑  . 東日本旅客鉄道.   [2019-03-28]. （原始内容存档于2007-10-28）.
3. ↑  . 東日本旅客鉄道.   [2019-03-28]. （原始内容存档于2019-03-22）.
4. ↑  . 東日本旅客鉄道.   [2019-03-28]. （原始内容存档于2019-03-22）.
5. ↑  . 東日本旅客鉄道.   [2019-03-28]. （原始内容存档于2019-03-22）.
6. ↑  . 東日本旅客鉄道.   [2019-03-28]. （原始内容存档于2019-03-22）.
7. ↑  . 東日本旅客鉄道.   [2019-03-28]. （原始内容存档于2006-06-16）.
8. ↑  . 東日本旅客鉄道.   [2019-03-28]. （原始内容存档于2019-03-22）.
9. ↑  . 東日本旅客鉄道.   [2019-03-28]. （原始内容存档于2019-03-22）.
10. ↑  . 東日本旅客鉄道.   [2019-03-28]. （原始内容存档于2014-10-06）.
11. ↑  . 東日本旅客鉄道.   [2019-03-28]. （原始内容存档于2019-03-22）.
12. ↑  . 東日本旅客鉄道.   [2019-03-28]. （原始内容存档于2011-07-10）.
13. ↑  . 東日本旅客鉄道.   [2019-03-28]. （原始内容存档于2018-07-07）.
14. ↑  . 東日本旅客鉄道.   [2019-03-28]. （原始内容存档于2019-03-22）.
15. ↑  . 東日本旅客鉄道.   [2019-03-28]. （原始内容存档于2016-01-06）.
16. ↑  . 東日本旅客鉄道.   [2019-03-28]. （原始内容存档于2018-03-16）.
17. ↑  . 東日本旅客鉄道.   [2019-03-28]. （原始内容存档于2018-01-13）.
18. ↑  . 東日本旅客鉄道.   [2019-03-28]. （原始内容存档于2018-11-06）.
19. ↑  . 東日本旅客鉄道.   [2019-03-28]. （原始内容存档于2018-11-15）.
20. ↑  . 東日本旅客鉄道.   [2019-07-11]. （原始内容存档于2019-07-05）.

#### Alpico交通
1. 1 2 3 4   (PDF). 平成30年版「松本市の統計」. 松本市: 2.   [2019-03-28]. （原始内容 (PDF)存档于2019-03-28）. 外部链接存在于|work= (帮助)
2. 1 2 3   (PDF). 平成24年版「松本市の統計」. 松本市: 4.   [2019-03-28]. （原始内容 (PDF)存档于2019-03-28）. 外部链接存在于|work= (帮助)
3. 1 2 3   (PDF). 平成27年版「松本市の統計」. 松本市: 260.   [2019-03-28]. （原始内容 (PDF)存档于2019-03-28）. 外部链接存在于|work= (帮助)

## 外部連結
- 車站資訊（松本）：東日本旅客鐵道
- 松本站 （页面存档备份，存于） - Alpico交通

36°13′50.42″N 137°57′50.1″E / 36.2306722°N 137.963917°E